# Norman Borlaug
Norman Ernest Borlaug (25. března 1914, Cresco, Iowa – 12. září 2009, Dallas, Texas) byl americký agronom, známý také jako „otec Zelené revoluce“.
V roce 1970 se stal nositelem Nobelovy ceny míru za inovace v oblasti pěstování nových vůči nemocím rezistentních a vysoce výnosných odrůd plodin, zejména pšenice.
Zejména jím vyšlechtěné tzv. krátkostebelné odrůdy pšenice, které dobře využívají vyšší dávky hnojiv a byly odolné vůči rzi travní, dramaticky zvýšily výnosy v mnoha zemích třetího světa. Až v roce 1999 se v Ugandě objevila nová, velmi nakažlivá rasa rzi travní, vůči které původní krátkostebelné odrůdy pšenice nejsou odolné.
Borlaug byl za svou činnost vyznamenán také dvěma americkými nejvyššími vyznamenáními Zlatou medailí Kongresu USA (Congressional Gold Medal) a Medailí svobody Prezidenta USA (Presidential Medal of Freedom).